# واپاشی ذره
واپاشی ذره فرایند خودبخودی تبدیل یک ذره بنیادی به ذره دیگر است. در جریان این فرایند، یک ذره بنیادی به ذره دیگری با جرم کمتر و یک ذره میانی مثل بوزون دبلیو در واپاشی میون، تبدیل می‌شود؛ سپس ذره میانی نیز به ذرات دیگری تبدیل می‌شود. اگر ذرات ایجاد شده پایدار نباشند، ممکن است فرایند واپاشی ادامه یابد.
اصطلاح واپاشی ذره برای اشاره به واپاشی هادرون‌ها نیز به کار می‌رود. هرچند که عموماً این واژه برای توصیف واپاشی رادیواکتیو به‌کار نمی‌رود. در واپاشی رادیواکتیو یک هسته اتمی ناپایدار با انتشار ذره یا تابش به هسته‌ای سبکتر تبدیل می‌شود.